# Oppenheim (New York)
Oppenheim ist eine Stadt im US-Bundesstaat New York und liegt in Fulton County. Sie befindet sich an der westlichen Grenze des Landes. Das U.S. Census Bureau hat bei der Volkszählung 2020 eine Einwohnerzahl von 1.751 ermittelt.

## Geschichte
Die Stadt wurde 1791 gegründet.
Oppenheim wurde 1808 aus Palatine im Montgomery County gegründet, noch vor der Entstehung Fulton Countys.

## Geographie
Der nördliche Teil Oppenheims befindet sich im Adirondack Park. Der westliche Teil der Town bildet die Grenze zum Herkimer County und der südliche Teil der Town grenzt an das Montgomery County.
Gemäß dem United States Census Bureau hat die Stadt eine Gesamtfläche von 146,2 km². 145,7 km²; davon sind Land, 0,5 km² sind Wasser. Wasser nimmt 0,32 % der Gesamtfläche ein.

## Demographie
Die Volkszählung des Jahres 2000 nennt 1774 Bürger, 685 Haushalte, sowie 493 in der Stadt wohnende Familien. Die Bevölkerungsdichte liegt bei 12,2/km². Es gibt 858 Wohnungen, durchschnittlich 5,9/km². In der Stadt leben 98,31 % Weiße, 0,73 % Afroamerikaner, 0,17 % amerikanische Ureinwohner, 0,23 % Asiaten, 0,56 % Andere. 0,68 % der Bevölkerung sind Spanier oder Amerikaner lateinamerikanischer Herkunft.
Es gibt 685 Haushalte, von denen 32,6 % mit Kindern unter 18 Jahren zusammenleben, 54,0 % leben verheiratet zusammen, 8,8 % haben eine weibliche Haushälterin, und 28,0 % leben nicht in Familien. 23,1 % aller Haushalte werden von Einzelpersonen geführt, 8,9 % haben jemand Alleinlebenden mit 65 Jahren oder älter. Durchschnittlich leben in einem Haushalt 2,54 Personen und in einer durchschnittlichen Familie 2,94 Personen.
Die Bevölkerung der Stadt besteht aus 25,0 % unter 18-Jährigen, 7,3 % sind zwischen 18 und 24 Jahren alt, 29,6 % zwischen 25 und 44, 25,0 % zwischen 45 und 64, sowie 13,1 %, die 65 Jahre oder älter sind. Das Durchschnittsalter beträgt 38 Jahre. Auf 100 Frauen kommen 106,0 Männer. Auf 100 Frauen über 18 Jahren kommen 102,6 Männer.
Das durchschnittliche Einkommen eines Haushaltes beträgt 31.284 US-Dollar, das einer Familie jedoch 34.306 US-Dollar. Männer haben ein Durchschnittseinkommen von 26.289 US-Dollar gegenüber 19.427 US-Dollar für Frauen. Das Pro-Kopf-Einkommen der Stadt liegt bei 13.504 US-Dollar. 12,4 % der Bevölkerung und 9,7 % der Familien leben unter der Armutsgrenze. Von der Gesamtbevölkerung sind dies 14,8 % der unter 18-Jährigen, sowie 6,3 % der über 65-Jährigen, die unter der Armutsgrenze leben.